# Sehnenviereck

Ein Sehnenviereck ABCD mit Umkreis k

Ein Sehnenviereck (oder auch Kreisviereck, englisch cyclic quadrilateral) ist ein Viereck, dessen Eckpunkte auf einem Kreis liegen, dem Umkreis des Vierecks. Folglich sind alle Seiten des Sehnenvierecks Sehnen des Umkreises. Üblicherweise meint man mit Sehnenviereck ein nicht-überschlagenes Sehnenviereck; es ist notwendigerweise konvex.
Das gleichschenklige Trapez, das Rechteck und das Quadrat sind besondere Sehnenvierecke.

## Sätze
Für jedes Sehnenviereck gilt der Sehnensatz:
- Die Produkte je zweier gegenüberliegender Diagonalenabschnitte sind gleich groß. Das heißt, wenn {\displaystyle P} der Schnittpunkt der beiden Diagonalen {\displaystyle {\overline {AC}}} und {\displaystyle {\overline {BD}}} ist, so gilt {\displaystyle {\overline {AP}}\cdot {\overline {CP}}={\overline {BP}}\cdot {\overline {DP}}}.

Die folgenden Sätze gelten nur für nicht-überschlagene Sehnenvierecke ABCD:
- Gegenüberliegende Winkel ergänzen sich zu 180°, also {\displaystyle \alpha +\gamma =\beta +\delta =180^{\circ }}.
- Satz von Ptolemäus: Die Summe der Produkte gegenüberliegender Seiten des Sehnenvierecks ist gleich dem Produkt der Diagonalen: {\displaystyle {\overline {AB}}\cdot {\overline {CD}}+{\overline {BC}}\cdot {\overline {DA}}={\overline {AC}}\cdot {\overline {BD}}}.

## Eigenschaften

### Winkelsummen

Abb. 1: Winkelsumme gegenüberliegender Winkel

Im Sehnenviereck beträgt die Winkelsumme der gegenüberliegenden Winkel 180° (Abbildung 1).
{\displaystyle \alpha +\gamma =180^{\circ }}
{\displaystyle \beta +\delta =180^{\circ }}
Der Beweis ergibt sich unmittelbar aus dem Kreiswinkelsatz, da zwei gegenüberliegende Winkel des Sehnenvierecks Umfangswinkel über zwei komplementären Kreisbögen sind, deren Mittelpunktswinkel sich zu 360° ergänzen. Da Umfangswinkel halb so groß sind wie Mittelpunktswinkel über dem gleichen Bogen, müssen sich die Umfangswinkel zu 360°/2 = 180° ergänzen.
Ein anderer Beweis findet sich im Beweisarchiv.
Die Umkehrung dieser Aussage stimmt auch, d. h. ist in einem Viereck die Summe gegenüberliegender Winkel 180°, dann ist es ein Sehnenviereck.

### Orthogonale Linien

Abb. 2: Orthogonale Linien

Eine weitere Eigenschaft im Sehnenviereck beschreibt der nachfolgende Satz (Abbildung 2).
Ist {\displaystyle ABCD} ein Sehnenviereck und sind {\displaystyle E}, {\displaystyle F}, {\displaystyle G} und {\displaystyle H} die Mittelpunkte der Kreisbögen über den Seiten des Sehnenvierecks, so sind die Verbindungslinien {\displaystyle EG} und {\displaystyle FH} orthogonal zueinander.
Der Beweis verwendet ebenfalls den Kreiswinkelsatz. Die Umkreisbögen {\displaystyle b_{1}} zwischen {\displaystyle H} und {\displaystyle E} sowie {\displaystyle b_{2}} zwischen {\displaystyle F} und {\displaystyle G} umfassen zusammen einen Winkel von 180°, weil sie jeweils die Hälfte der Bögen über den Vierecksseiten {\displaystyle AB}, {\displaystyle BC}, {\displaystyle CD} und {\displaystyle DA} enthalten.
Nach dem Kreiswinkelsatz sind die Umfangswinkel {\displaystyle \alpha } und {\displaystyle \beta } jeweils halb so groß wie die zugehörigen Mittelpunktswinkel der Kreisbögen {\displaystyle b_{1}} und {\displaystyle b_{2}}.
Folglich gilt {\displaystyle \alpha +\beta =90^{\circ }}, also sind wegen der Innenwinkelsumme 180° im Dreieck {\displaystyle GHK} auch die Strecken {\displaystyle EG} und {\displaystyle FH} orthogonal zueinander.

### Einbeschriebene Raute

Abb. 3: Einbeschriebene Raute

Gegeben sei ein Sehnenviereck {\displaystyle ABCD}, bei dem sich die Verlängerungen von zwei gegenüberliegenden Seiten jeweils in {\displaystyle P} bzw. {\displaystyle Q} schneiden.
Dann ist das Viereck {\displaystyle EFGH}, dessen Eckpunkte die Schnittpunkte der Winkelhalbierenden durch {\displaystyle P} und {\displaystyle Q} mit den Seiten von {\displaystyle ABCD} sind, stets eine Raute (Abbildung 3).
Beweis:
Aus den Eigenschaften des Sehnenvierecks folgt, dass die Winkel {\displaystyle \angle QBF} und {\displaystyle \angle HDG} gleich groß sind. Die Dreiecke {\displaystyle BQF} und {\displaystyle HQD} sind ähnlich zueinander, da sie in den obigen Winkeln und dem halben Winkel {\displaystyle \angle CQB} übereinstimmen. Daraus folgt, dass die Winkel {\displaystyle \angle BFQ} und {\displaystyle \angle FHD} gleich groß sind. Da {\displaystyle \angle BFQ} und {\displaystyle \angle CFH} Scheitelwinkel sind, haben auch sie dieselbe Weite. Damit sind wegen der Ähnlichkeit von {\displaystyle BQF} und {\displaystyle HQD} die Winkel {\displaystyle \angle PFH} und {\displaystyle \angle FHP} ebenfalls gleich groß. Also ist {\displaystyle HFP} ein gleichschenkliges Dreieck und somit die Winkelhalbierende {\displaystyle w_{1}} zugleich die Mittelsenkrechte von {\displaystyle HF}. Da {\displaystyle E} und {\displaystyle G} auf dieser Mittelsenkrechten liegen, haben sie denselben Abstand von {\displaystyle F} und {\displaystyle H}.
In analoger Vorgehensweise lässt sich schließen, dass {\displaystyle F} und {\displaystyle H} denselben Abstand von {\displaystyle E} und {\displaystyle G} haben.
Damit ist gezeigt, dass das Viereck {\displaystyle EFGH} eine Raute ist.

### Entstehung aus Winkelhalbierenden

Abb. 4: Eingeschlossenes Sehnenviereck

Die Halbierenden der Innenwinkel eines beliebigen Vierecks umschließen ein Sehnenviereck (Abbildung 4).
Beweis:
Aus den Eigenschaften der Winkelsumme und der Scheitelwinkel folgt
{\displaystyle \epsilon =180^{\circ }-{\frac {\alpha }{2}}-{\frac {\delta }{2}}}
und
{\displaystyle \zeta =180^{\circ }-{\frac {\beta }{2}}-{\frac {\gamma }{2}}}.
Aus der Summe
{\displaystyle \epsilon +\zeta =360^{\circ }-{\frac {1}{2}}\left(\alpha +\beta +\gamma +\delta \right)=180^{\circ }}
folgt dann aufgrund der Eigenschaft gegenüberliegender Winkel im Sehnenviereck die Behauptung.
Hinweis:
Mit analoger Beweisführung gilt die obige Aussage auch für die Außenwinkel.

### Satz von Thébault für Sehnenvierecke

Abb. 5: Zum Satz von Thébault für Sehnenvierecke

Der Satz von Thébault gilt für beliebige Sehnenvierecke: Die Lote der Seitenmitten auf die Gegenseiten (grün in Abb. 5) schneiden sich in einem Punkt {\displaystyle E}. Dieser ist der Spiegelpunkt des Umkreismittelpunkts {\displaystyle U} am Schwerpunkt {\displaystyle S} der vier Ecken (rot.)
Wenn die Diagonalen zueinander orthogonal sind, ist nach dem Satz von Brahmagupta {\displaystyle E} ihr Schnittpunkt. Daraus folgt, dass der Abstand des Mittelpunkts einer Seite zu {\displaystyle E} die Hälfte der Länge dieser Seite ist. Wenn {\displaystyle a,b,c,d} die Seitenlängen sind, wobei {\displaystyle a} die Gegenseite von {\displaystyle c} und {\displaystyle b} die von {\displaystyle d} ist, und {\displaystyle r} der Radius des Umkreises ist, dann gilt:
{\displaystyle a^{2}+c^{2}=b^{2}+d^{2}=4r^{2}}.

## Formeln
| Mathematische Formeln zum Sehnenviereck | Mathematische Formeln zum Sehnenviereck                                                                                      | Mathematische Formeln zum Sehnenviereck |
| --------------------------------------- | --- | --------------------------------------- |
| Flächeninhalt                           | {\displaystyle F={\sqrt {(s-a)\cdot (s-b)\cdot (s-c)\cdot (s-d)}}} mit {\displaystyle s={\frac {a+b+c+d}{2}}}                |                                         |
| Flächeninhalt                           | {\displaystyle F={\frac {e\cdot (a\cdot b+c\cdot d)}{4\cdot R}}={\frac {f\cdot (a\cdot d+b\cdot c)}{4\cdot R}}}              |                                         |
| Länge der Diagonalen                    | {\displaystyle e=\|AC\|={\sqrt {\frac {(a\cdot c+b\cdot d)\cdot (a\cdot d+b\cdot c)}{a\cdot b+c\cdot d}}}}                   |                                         |
| Länge der Diagonalen                    | {\displaystyle f=\|BD\|={\sqrt {\frac {(a\cdot b+c\cdot d)\cdot (a\cdot c+b\cdot d)}{a\cdot d+b\cdot c}}}}                   |                                         |
| Umkreisradius                           | {\displaystyle R={\frac {1}{4\cdot F}}\cdot {\sqrt {(a\cdot b+c\cdot d)\cdot (a\cdot c+b\cdot d)\cdot (a\cdot d+b\cdot c)}}} |                                         |
| Innenwinkel                             | {\displaystyle \alpha +\gamma =\beta +\delta =180^{\circ }}                                                                  |                                         |

Die zuerst genannte Formel für den Flächeninhalt ist eine Verallgemeinerung des Satz des Heron für Dreiecke und wird auch als Satz von Brahmagupta oder Formel von Brahmagupta bezeichnet. Hierbei fasst man ein Dreieck als ein ausgeartetes Sehnenviereck auf, dessen vierte Seite die Länge 0 besitzt, d. h. zwei seiner Eckpunkte liegen aufeinander. Die Formel von Brahmagupta kann zur Formel von Bretschneider verallgemeinert werden, diese fügt Brahmaguptas Formel einen Korrekturterm, der im Falle eines Sehnenvierecks 0 ist, hinzu und gilt dann für beliebige Vierecke.
Ein Viereck mit festen, geordneten Seitenlängen hat genau dann den größtmöglichen Flächeninhalt, wenn es ein Sehnenviereck ist. Ebenso hat ein Vieleck genau dann den größten Flächeninhalt, wenn es ein Sehnenvieleck ist.

### Weitere Formeln
Nach dem Satz des Pythagoras gilt für die Flächeninhalte der Dreiecke ABM, BCM, CDM und DAM
{\displaystyle F(ABM)={\frac {1}{2}}\cdot a\cdot {\sqrt {R^{2}-\left({\frac {a}{2}}\right)^{2}}}={\frac {a}{4}}\cdot {\sqrt {4\cdot R^{2}-a^{2}}}} und entsprechend
{\displaystyle F(BCM)={\frac {b}{4}}\cdot {\sqrt {4\cdot R^{2}-b^{2}}}}
{\displaystyle F(CDM)={\frac {c}{4}}\cdot {\sqrt {4\cdot R^{2}-c^{2}}}}
{\displaystyle F(DAM)={\frac {d}{4}}\cdot {\sqrt {4\cdot R^{2}-d^{2}}}}
Der Flächeninhalt des Sehnenvierecks ABCD ist die Summe dieser 4 Flächeninhalte, also gilt
{\displaystyle {\begin{aligned}F&=F(ABM)+F(BCM)+F(CDM)+F(DAM)\\&={\frac {a}{4}}\cdot {\sqrt {4\cdot R^{2}-a^{2}}}+{\frac {b}{4}}\cdot {\sqrt {4\cdot R^{2}-b^{2}}}+{\frac {c}{4}}\cdot {\sqrt {4\cdot R^{2}-c^{2}}}+{\frac {d}{4}}\cdot {\sqrt {4\cdot R^{2}-d^{2}}}\\&={\frac {1}{4}}\cdot \left(a\cdot {\sqrt {4\cdot R^{2}-a^{2}}}+b\cdot {\sqrt {4\cdot R^{2}-b^{2}}}+c\cdot {\sqrt {4\cdot R^{2}-c^{2}}}+d\cdot {\sqrt {4\cdot R^{2}-d^{2}}}\right)\end{aligned}}}
Bezeichnet man die Mittelpunktswinkel, die den Seiten {\displaystyle a}, {\displaystyle b}, {\displaystyle c}, {\displaystyle d} gegenüber liegen, mit {\displaystyle \alpha _{m}}, {\displaystyle \beta _{m}}, {\displaystyle \gamma _{m}}, {\displaystyle \delta _{m}}, dann gilt nach der Definition von Sinus und Kosinus
{\displaystyle \sin \left({\frac {\alpha _{m}}{2}}\right)={\frac {a}{2\cdot R}}} und {\displaystyle \cos \left({\frac {\alpha _{m}}{2}}\right)={\frac {\sqrt {4\cdot R^{2}-a^{2}}}{2\cdot R}}}, also {\displaystyle \sin \left({\frac {\alpha _{m}}{2}}\right)\cdot \cos \left({\frac {\alpha _{m}}{2}}\right)={\frac {a}{2\cdot R}}\cdot {\frac {\sqrt {4\cdot R^{2}-a^{2}}}{2\cdot R}}={\frac {a\cdot {\sqrt {4\cdot R^{2}-a^{2}}}}{4\cdot R^{2}}}}. Aus der Formel für die Doppelwinkelfunktionen folgt
{\displaystyle a\cdot {\sqrt {4\cdot R^{2}-a^{2}}}=4\cdot R^{2}\cdot \sin \left({\frac {\alpha _{m}}{2}}\right)\cdot \cos \left({\frac {\alpha _{m}}{2}}\right)=2\cdot R^{2}\cdot \sin(\alpha _{m})} und entsprechend
{\displaystyle b\cdot {\sqrt {4\cdot R^{2}-b^{2}}}=2\cdot R^{2}\cdot \sin(\beta _{m})}
{\displaystyle c\cdot {\sqrt {4\cdot R^{2}-c^{2}}}=2\cdot R^{2}\cdot \sin(\gamma _{m})}
{\displaystyle d\cdot {\sqrt {4\cdot R^{2}-d^{2}}}=2\cdot R^{2}\cdot \sin(\delta _{m})}
Einsetzen in die Formel für den Flächeninhalt ergibt
{\displaystyle {\begin{aligned}F&={\frac {1}{4}}\cdot \left(2\cdot R^{2}\cdot \sin(\alpha _{m})+2\cdot R^{2}\cdot \sin(\beta _{m})+2\cdot R^{2}\cdot \sin(\gamma _{m})+2\cdot R^{2}\cdot \sin(\delta _{m})\right)\\&={\frac {R^{2}}{2}}\cdot \left(\sin(\alpha _{m})+\sin(\beta _{m})+\sin(\gamma _{m})+\sin(\delta _{m})\right)\end{aligned}}}

## Gleichungen
Für die Innenwinkel eines Sehnenvierecks gelten folgende Gleichungen:
{\displaystyle \sin(\alpha )={\frac {2\cdot {\sqrt {(s-a)\cdot (s-b)\cdot (s-c)\cdot (s-d)}}}{a\cdot d+b\cdot c}}}
{\displaystyle \cos(\alpha )={\frac {a^{2}+d^{2}-b^{2}-c^{2}}{2\cdot (a\cdot d+b\cdot c)}}}
{\displaystyle \tan \left({\frac {\alpha }{2}}\right)={\sqrt {\frac {(s-a)\cdot (s-d)}{(s-b)\cdot (s-c)}}}}
Für den Schnittwinkel der Diagonalen gilt:
{\displaystyle \tan \left({\frac {\theta }{2}}\right)={\sqrt {\frac {(s-b)\cdot (s-d)}{(s-a)\cdot (s-c)}}}}
Für den Schnittwinkel der verlängerten Seiten a und c gilt:
{\displaystyle \cos \left({\frac {\varphi }{2}}\right)={\sqrt {\frac {(s-b)\cdot (s-d)\cdot (b+d)^{2}}{(a\cdot b+c\cdot d)\cdot (a\cdot d+b\cdot c)}}}}
Die Bezeichnung {\displaystyle s={\tfrac {1}{2}}(a+b+c+d)} steht für den halben Umfang des Sehnenvierecks.

## Sehnentangentenviereck

### Spezielle Eigenschaften

Sehnentangentenviereck

Ist ein Sehnenviereck auch zugleich ein Tangentenviereck, so wird es Sehnentangentenviereck genannt. Es besitzt sowohl einen Inkreis als auch einen Umkreis. Da die Konstruktion eines Sehnentangentenvierecks aufwändiger ist als die eines reinen Sehnen-, bzw. Tangentenvierecks, liefert der nachfolgende Satz ein Kriterium, welches die Konstruktion erleichtert:
Ein Tangentenviereck ist genau dann ein Sehnentangentenviereck, wenn die Verbindungsstrecken gegenüberliegender Berührpunkte des Inkreises senkrecht aufeinander stehen.
Beweis:
Zu zeigen ist, dass das Tangentenviereck {\displaystyle ABCD} genau dann zugleich ein Sehnenviereck ist, wenn {\displaystyle \varphi =90^{\circ }} gilt.
Anders ausgedrückt ist somit zu zeigen:
{\displaystyle \beta +\delta =180^{\circ }\Leftrightarrow \varphi =90^{\circ }}
Da die beiden Dreiecke {\displaystyle EGM_{1}} und {\displaystyle FHM_{1}} gleichschenklig sind, haben die Winkel {\displaystyle \angle M_{1}GE} und {\displaystyle \angle GEM_{1}} jeweils die Weite {\displaystyle \alpha } und die Winkel {\displaystyle \angle HFM_{1}} und {\displaystyle \angle M_{1}HF} jeweils die Weite {\displaystyle \gamma }.
Das Viereck {\displaystyle SECF} hat die Innenwinkelsumme
{\displaystyle (90^{\circ }-\alpha )+\beta +(90^{\circ }+\gamma )+\varphi =360^{\circ }\Leftrightarrow \beta =\alpha -\gamma -\varphi +180^{\circ }}.
Das Viereck {\displaystyle AHSG} hat die Innenwinkelsumme
{\displaystyle \delta +(90^{\circ }-\gamma )+\varphi +(90^{\circ }+\alpha )=360^{\circ }\Leftrightarrow \delta =\gamma -\varphi -\alpha +180^{\circ }}.
Nach Addition dieser beiden Gleichungen erhält man:
{\displaystyle \beta +\delta =360^{\circ }-2\varphi }
Also ist {\displaystyle \beta +\delta =180^{\circ }} genau dann, wenn {\displaystyle \varphi =90^{\circ }}, was zu zeigen war.

### Vereinfachte Flächeninhaltsberechnung
Aus der Flächeninhaltsformel {\displaystyle F={\sqrt {(s-a)\cdot (s-b)\cdot (s-c)\cdot (s-d)}}} für Sehnenvierecke und der Halbumfangsformel {\displaystyle s=a+c=b+d} für Tangentenvierecke nach dem Satz von Pitot folgt speziell für Sehnentangentenvierecke die vereinfachte Flächeninhaltsformel
{\displaystyle F={\sqrt {a\cdot b\cdot c\cdot d}}}.